# Nikólaos Kaklamanakis
Nikólaos Kaklamanakis (en grec: Νίκος Κακλαμανάκης) (Atenes, Grècia, 1968), és un regatista grec, guanyador de dues medalles olímpiques.

## Biografia
Va néixer el 19 d'agost de 1968 a la ciutat d'Atenes, capital de Grècia.

## Carrera esportiva
Considerat un dels millors regatistes del seu país en windsurf, i especialment de la classe Mistral, va participar als 23 anys en els Jocs Olímpics d'Estiu de 1992 celebrats a Barcelona (Catalunya), on va finalitzar novè. En els Jocs Olímpics d'Estiu de 1996 realitzats a Atlanta (Estats Units) aconseguí l'or, quedant per davant de l'argentí Carlos Mauricio Espínola i l'hebreu Gal Fridman. Gran favorit per repetir l'èxit en els Jocs Olímpics d'Estiu de 2000 realitzats a Sydney (Austràlia), únicament pogué ser sisè, guanyant així un diploma olímpic. En els Jocs Olímpics d'Estiu de 2004 realitzats a Atenes (Grècia) fou l'encarregat d'encendre el peveter durant la cerimònia d'obertura dels Jocs i posteriorment aconseguí guanyar la medalla de plata en la competició de windsurf, quedant per darrere l'hebreu Fridman. En els Jocs Olímpics d'Estiu de 2008 realitzats a Pequín (R.P. de la Xina) finalitzà vuitè, guanyant així un nou diploma olímpic.
Al llarg de la seva carrera ha guanyat cinc medalles al Campionat del Món de Vela, entre elles tres d'or; cinc medalles al Campionat del Món de Vela, entre elles una d'or; i una medalla d'or als Jocs del Mediterrani.